# Tmesisternus maai
Tmesisternus maai là một loài bọ cánh cứng trong họ Cerambycidae.